# フィア・ファクトリー
フィア・ファクトリー (Fear Factory) は、アメリカ合衆国のインダストリアル・メタルバンド。
バンド名の意味は恐怖の工場である。バンド名の略称はFF。

## 音楽的特徴
スラッシュメタル的なクランチーなギターリフと、正確無比なドラムがシンクロするヘヴィメタルに、インダストリアルノイズやスペーシーなシンセパッド、サンプリング音を配した楽曲を特徴とする。
ヴォーカルスタイルは、ヴァースではいわゆるデスヴォイス的なハードな歌唱をし、コーラスパートではクリーンヴォイスでニュー・ウェイヴ、プログレッシブ・ロック的な浮遊感漂うメロディを歌う。
インダストリアルに分類されるが、打ち込み主体のドラム・ビートは無く(リミックスはその限りではない)、基本的に人間のドラマーが演奏する。
楽曲や歌詞は近未来を想起させるものが多く、それも大きな特徴になっている。

## 略歴

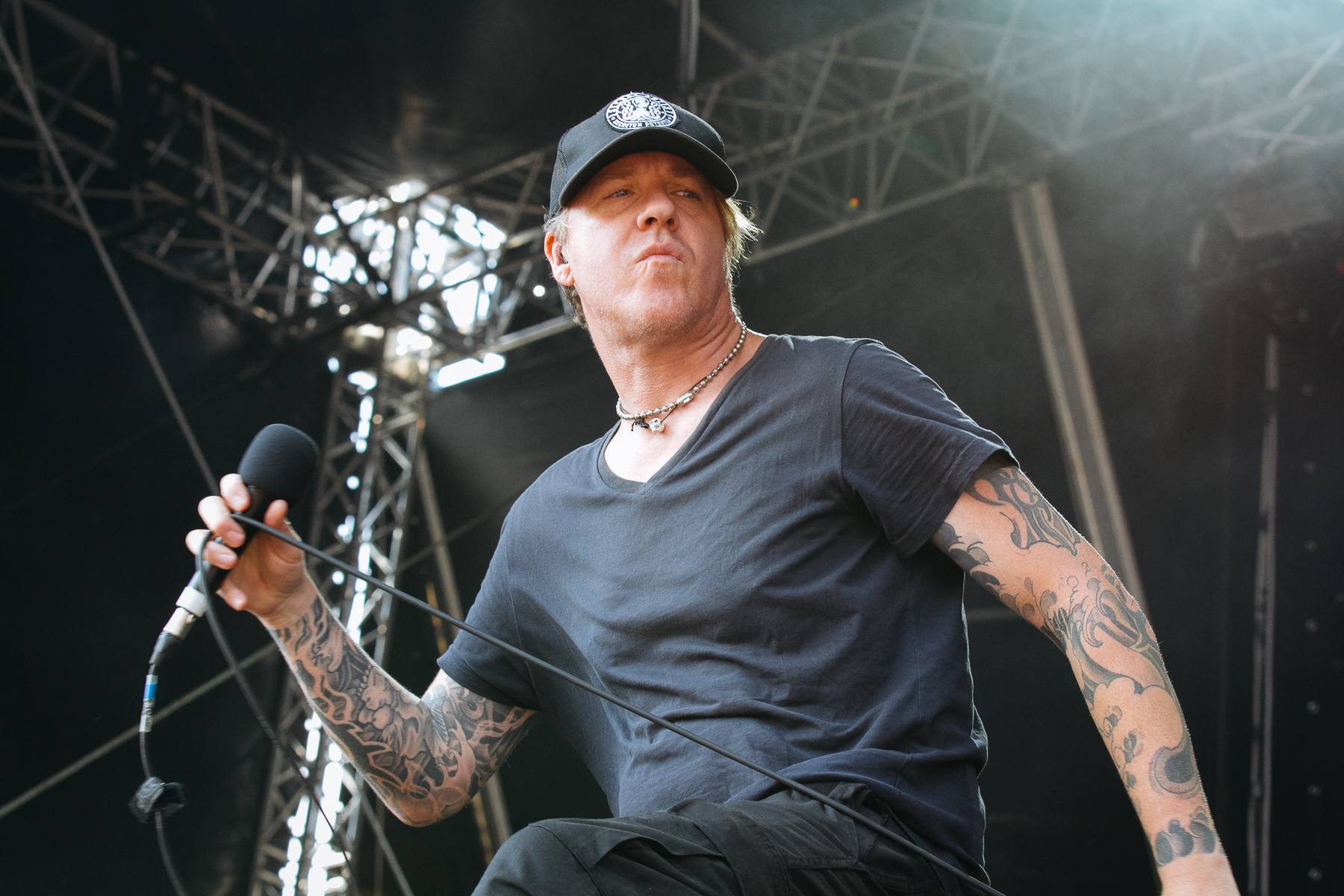
創始者バートン・C・ベル(Vo) 2015年

- 1989年に、バートン・C・ベル (Vo)、レイモンド・ヘレーラ (Dr)、ディーノ・カザレス (G) が中心となり結成される。プロデューサーにロス・ロビンソンを迎えアルバム『コンクリート- CONCRETE - 』を製作するがプロデューサーと意見の対立が起こり結局リリースが見送られた（その後、2002年になってリリースが行われた）。

- 1992年、コリン・リチャードソンプロデュースでアルバムのレコーディングが行われ1stアルバム『ソウル・オブ・ア・ニュー・マシーン - SOUL OF A NEW MACHINE - 』でロードランナー・レコードよりデビュー。

- 1993年、リミックスEP『FEAR IS THE MINDKILLER』を発表し、ダイナモ・オープン・エア・フェスティバルに出演。

- 1994年、アンドルー・シャイブズに代わってクリスチャン・オールド・ウォルバースがベーシストとして加入。

- 1995年、2ndアルバム『ディマニュファクチャー - DEMANUFACTURE - 』をリリース。

- 1996年、オズフェストに参加。

- 1997年、前作『ディマニュファクチャー』のリミックス・アルバムとして、『リマニュファクチャー 〜クローニング・テクノロジー〜 - REMANUFACTURE 〜CLONING TECHNOLOGY〜 - 』をリリース、全英初登場22位をマーク。
  - 7月、12インチ・アナログ・シングル『THE GABBER MIXIES』を発売。
  - 10月、シングル「Burn」をリリース。
  - 12月、イギリスでのブラック・サバス再結成コンサートのサポート・アクトを務める。

- 1998年、3rdアルバム『オブソリート - OBSOLETE - 』をリリース。全米77位を記録。

- 1999年、『オブソリート - OBSOLETE - 』の売り上げ枚数が累計50万枚を突破し、ゴールドディスクに認定される。

- 2001年、4thアルバム『デジモータル - DIGIMORTAL - 』をリリース。全米32位。

- 2002年、ディーノ・カザレスと他メンバーとの確執により、解散。

- 2003年、レアトラック集『ヘイトファイルズ - HATEFILES - 』が発売される。

- 2004年、クリスチャン・オールド・ウォルバースがギターに転向、バイロン・ストラウドが新ベーシストとして加入し、再結成。同年、復活作となる5thアルバム『アーキタイプ- ARCHETYPE - 』をリリース。

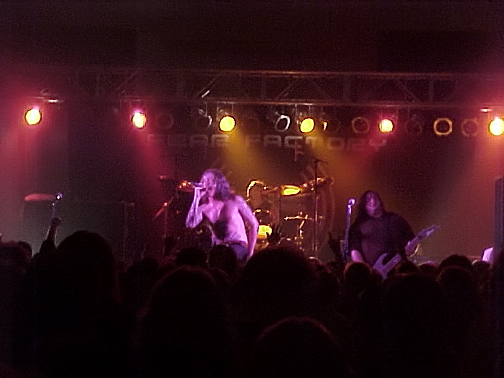
TRANSGRESSIONツアー (2005年)

- 2005年、6thアルバム『トランスグレッション- TRANSGRESSION - 』をリリース。

- 2009年、ニューアルバムを製作中に前に契約していたレーベルと現在契約しているレーベルのどちらかでリリースするかを決めることでトラブルが起き、アルバムの製作が中断してしまう。この間、クリスチャンとレイモンドはスレット・シグナルのボーカルのジョン・ハワードとベーシストのパット・キャヴァナと共にアーキア (Arkaea) というバンドを始動し、2009年7月14日にファースト・アルバムを発売した。皮肉にもこのファースト・アルバムには、本来であればフィア・ファクトリーで演奏される予定であったと思われる曲が含まれている。このプロジェクトの立ち上げやバンド内のトラブルが重なったことで、クリスチャンとレイモンドはバンドを脱退する。バンドは存続の危機に陥ったが、2004年に一度脱退したギタリストのディーノ・カザレスが電撃復帰（バートンとの確執が解消された結果と思われる）。後任ドラマーには、かつてフォビドゥンやストラッピング・ヤング・ラッド等の数々のプロジェクトで活動していたジーン・ホグランが加入した。

- 2010年、7thアルバム『メカナイズ- MECHANIZE - 』をリリース。9月にはメタリカ来日公演のオープニングアクトとして出演した。

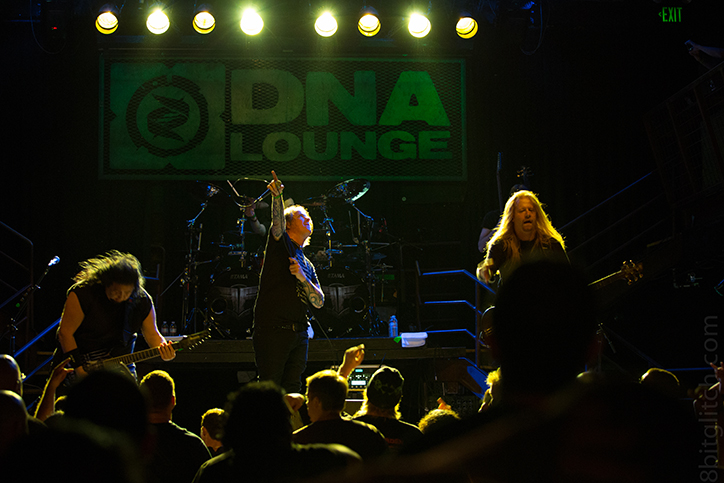
USA.サンフランシスコ公演 (2013年6月)

- 2012年、ベースのバイロン・ストラウドが脱退し、代わりに元キマイラのマット・デヴリーズが加入。さらに3月にはジーン・ホグランがツアーには参加しないことを表明し、新ドラマーとしてマイク・ヘラーが加入した。ディーノ・カザレスは次作『ジ・インダストリアリスト』のドラム・パートは全曲プログラミングによるものだとFacebookでコメント。
  - 6月、8thアルバム『ジ・インダストリアリスト- THE INDUSTRIALIST - 』をリリース。9月にはポーランドのデスメタルバンドディキャピテイテッドと共に来日を果たした。[4]

- 2015年、マット・デヴリーズが脱退し、トニー・カンポスが加入。9thアルバム『ジェネクサス- Genexus - 』をリリース[5]。

- 2020年9月末に、ボーカリストのバートン・C・ベルが脱退[6]。バートンは脱退の原因について、3名のバンドメンバーの法廷闘争に巻き込まれ、経済的に打撃を受けたことを挙げ、信頼できない人間と活動を共にできないと述べている[6]。これに対して、ディーノ・カザレスはベルの脱退について事前に話は無く、そもそもここ1年以上カザレスはベルと連絡を取っていなかったと述べている[7]。また、ベルの主張に反論しつつもベルの決定を尊重するとも述べている[7]。

- 2023年2月、フィア・ファクトリーの楽曲をカバーしている映像をカザレスが見つけたことがきっかけとなり、イタリア出身のミロ・シルベストロが新ボーカルとして加入[8]。同月27日、ミロ加入後の初ライブをアメリカ・オレゴン州ポートランドで開催[9]。

## メンバー

### 現ラインナップ
- ミロ・シルベストロ（Milo Silvestro) - ボーカル (2023 - )
- ディーノ・カザレス (Dino Cazares, 1966年9月2日 - ) - ギター (1989–2002, 2009- )

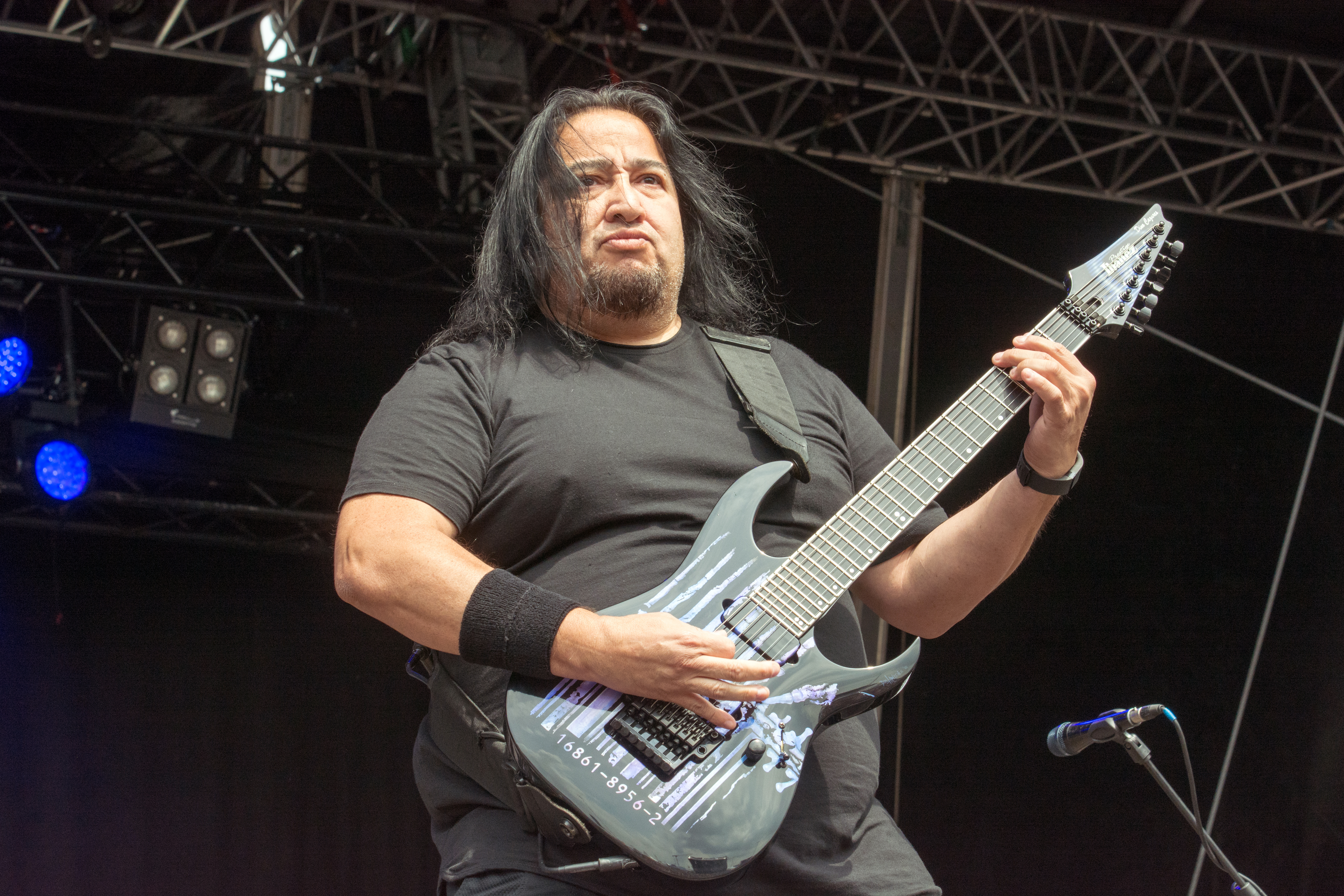
ディーノ・カザレス(G) 2016年

身長5フィート 8インチ(約173cm)、メキシコ、バハ・カリフォルニア州、メキシカル出身。
フィア・ファクトリーのオリジナルギタリストでバンド創始者の一人。現在はディヴァイン・ヘレシーというバンドでも活躍中。またロードランナー・ユナイテッドの4人のリーダーの一人に選ばれた。
グラインドコアプロジェクト、BRUJERIA（ブルヘリア）でもギターを弾いているという噂があり、BRUJERIAのメンバー自身も素性は明かさない方針だったが、インタビューであっさり自分が参加していると明かした。
KORNのギタリストのマンキーと並び、7弦ヘヴィメタルギタリストの代表格である。長年に渡ってアイバニーズ社とエンドーズ契約を結んでいる。特に有名な使用ギターは「7弦+リバースヘッド+スルーネック+ブリッジ側にEMG707ピックアップが1個+1ボリューム+ロック式ナット+エッジ・プロブリッジ」という仕様である。2008年からはスルーネック仕様の8弦ギターを製作し、こちらも使用している。
もともとアイバニーズの7弦ギターはディマジオ社のパッシブ・ピックアップだったが、ディーノ自身がアクティブ・ピックアップで有名なEMG社に直接連絡し、当時唯一の7弦ギター用のアクティブピックアップ、EMG707の開発を促した。EMG707の売り上げの数％はディーノに支払われている。
また、ロサンゼルスのニュー・メタル界隈ではゴッドファーザー的な存在で、コール・チェンバーやスパインシャンクのロードランナー・レコード との契約の手助けや、無名時代のスタティック-Xのデモテープを自分たちのショウでかける、フィア・ファクトリーのオープニング・アクトに起用する等サポートしていた。2009年4月からフィア・ファクトリーに復帰。
- トニー・カンポス (Tony Campos) - ベース (2015- )

現在はスタティック-Xというバンドでも活躍中。、元ソウルフライ。
- マイク・ヘラー (Mike Heller) - ドラムス (2012- )

MalignancyとSystem Divideのドラマー。2017年にレイヴンのサポート・メンバーを務め、翌年2018年秋より正式加入。

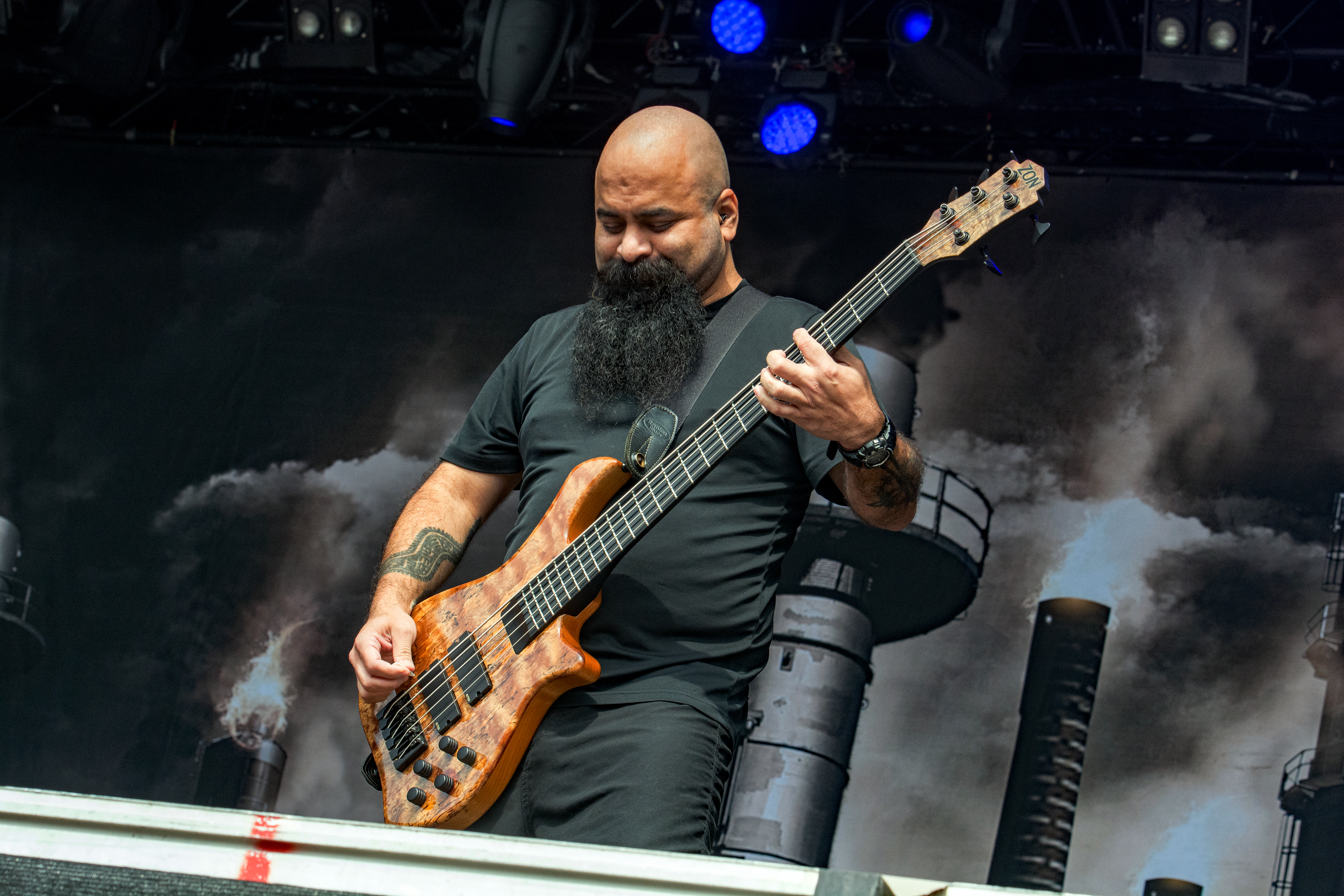
トニー・カンポス(B) 2016年
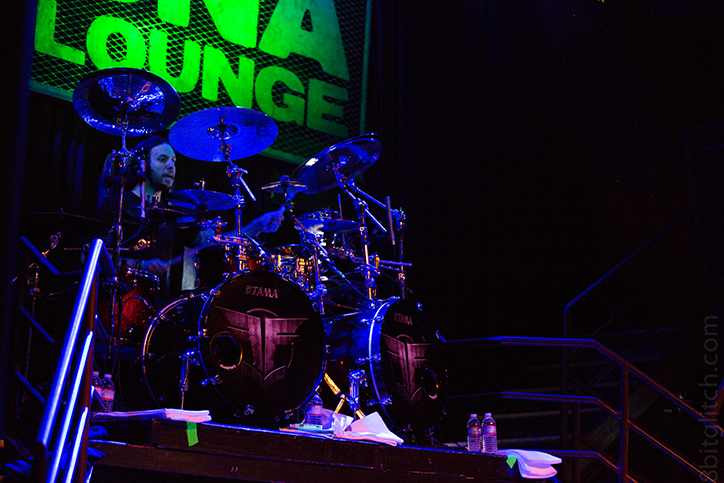
マイク・ヘラー(Ds) 2013年

### 旧メンバー

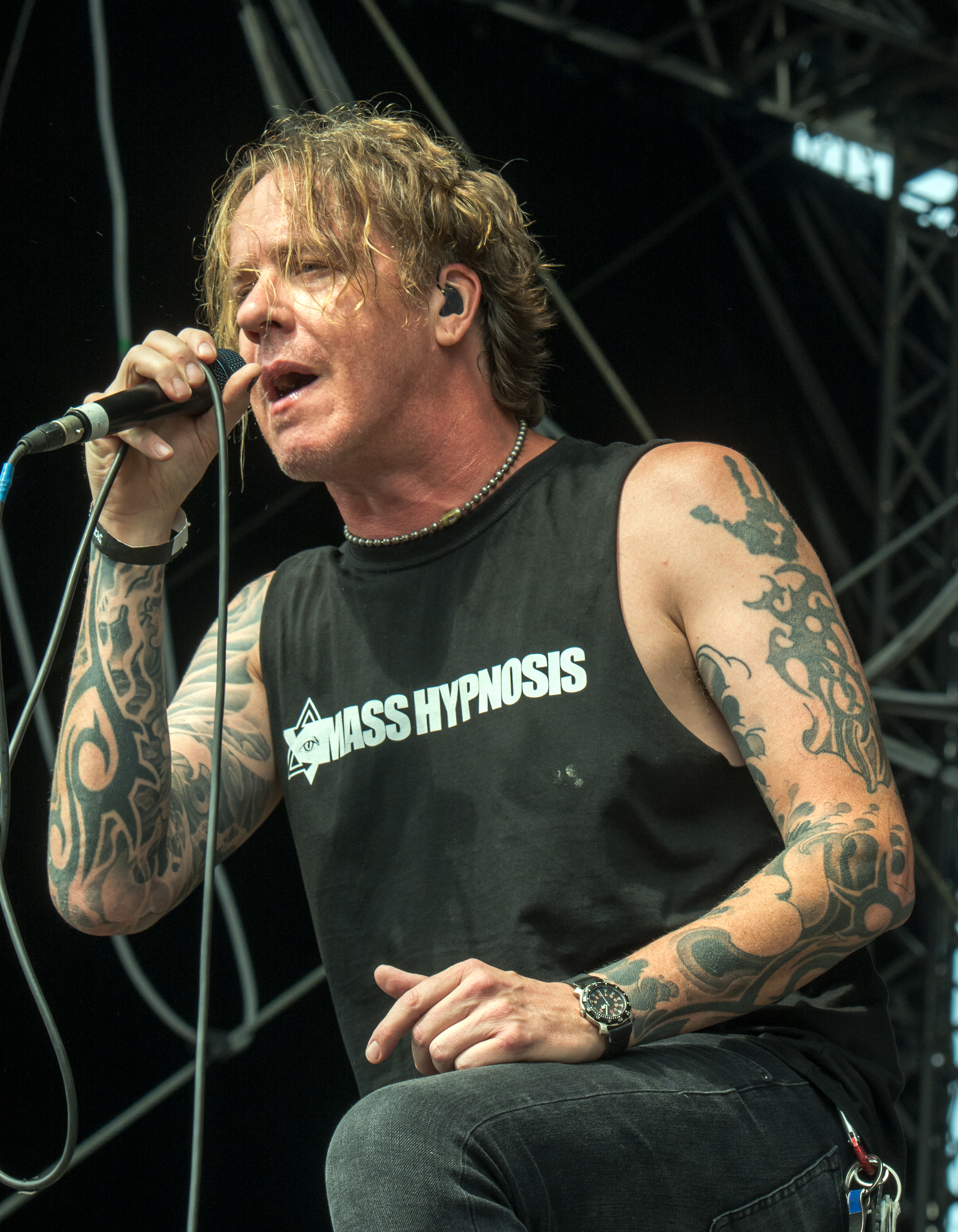
バートン・C・ベル(Vo) 2016年

- バートン・C・ベル (Burton Christopher Bell, 1969年2月19日 - ) - ボーカル (1989-2020)

身長6フィート2 1/2インチ（約188cm）、テキサス州ヒューストン出身。
デス声とクリーンなメロディの歌い分けのパイオニア的存在。そのスタイルは当時(1991年 - 1995年頃)としては独創的で、後続のバンドに影響を与えた。
ブラック・サバスのベーシスト、ギーザー・バトラーのバンド、ギーザーに参加しフィア・ファクトリーの知名度上昇に貢献した。
また、スパインシャンク、ソウルフライ、スタティック-X、キルゴア、ミニストリー等の多くのアルバムにゲスト参加している。
全身タトゥーを入れている。
強姦犯にタックルを食らわし、捕まえたことがある。
- レイモンド・ヘレーラ(Raymond Herrera, 1972年12月18日 - ) - ドラムス (1989-2009)

身長6フィート3インチ(約190cm)、カリフォルニア州ロサンゼルス出身。
コンピューター・ゲームが趣味で3VOLUTION PRODUCTIONSというゲーム音楽製作会社の社長もやっている。
本人が「リズムマシンのように演奏したい」と言っているように、非常に正確なドラミングを身上とする。ほとんどの場面でギターリフとバスドラムをシンクロさせる。またタムはあまり使わない。
もともとロサンゼルスのレコード店で働いていたが、アナログ盤を扱っていなかったため別のレコード店にナパーム・デス等のアナログ盤を買いに行っていた。そこで働いていたディーノ・カザレスと知り合いフィア・ファクトリーを結成した。
- クリスチャン・オールド・ウォルバース (Christian Olde Wolbers, 1972年8月5日 - ) - ギター/ベース (1993-2009)

身長5フィート 11インチ(約180cm)、ベルギー、アントワープ出身。
ロサンゼルスにバカンスで来ていたところ、バーでバイオハザードのメンバーによってディーノ・カザレスに紹介されフィア・ファクトリーに加入する。
フィア・ファクトリー加入前はギタリストだったが、ベーシストに転向。現在はギタリストに戻っている。
ベーシスト時代アイバニーズの5弦ベースを使用しており、その関係で後にアイバニーズからディーノ・カザレスに7弦ギターが贈られた。
現在は主に、ジャクソン社製の7弦ギター（シグネチュアモデル）を使用している。
- ジョン・ベックデル (John Bechdel, 1964年8月23日 - ) - キーボード (1998-2004)

一時期キリング・ジョークやプロングに在籍していた、モヒカンがトレードマークのキーボーディスト。フィア・ファクトリーの正式メンバーになったことは無く、アディショナル・メンバーという扱い。
- バイロン・ストラウド (Byron Stroud, 1969年2月12日 - ) - ベース (2003-2012)

カナダ、ブリティッシュ・コロンビア州出身。
ストラッピング・ヤング・ラッド等、デヴィン・タウンゼンドのバンドやプロジェクトでベーシストをやっていた。
ジーンと共にZimmer's Holeというバンドでも活動中。
- ジーン・ホグラン (Eugene "Gene" Victor Hoglan II, 1967年8月31日 - ) - ドラムス (2009-2012)

テキサス州、ダラス出身。
ダーク・エンジェル、フォビドゥン、テスタメント、ストラッピング・ヤング・ラッド、デスの元メンバー。
後にデスやストラッピング・ヤング・ラッドとスラッシュメタルに留まらない活躍も見せている。
2009年4月からフィア・ファクトリーに加入。
バイロンと共にZimmer's Holeというバンドでも活動中。
- マット・デヴリーズ (Matt DeVries) - ベース (2012-2015)

元Chimairaのメンバーで、リズム・ギターを担当していた。
- レイナー・ディエゴ (Reynor Diego) - キーボード (1991-1995)
- アンドルー・シャイヴス (Andrew Shives) - ベース (1991-1994)
- デイヴ・ジブニー (Dave Gibney) - ベース (1990-1991)
- アンディ・ロメロ (Andy Romero) - ベース (1991-1992)

## ディスコグラフィ

### オリジナルアルバム
| タイトル                                   | アルバムデータ                                                                                         | チャート最高位 | チャート最高位 | チャート最高位 | チャート最高位 | チャート最高位 | チャート最高位 | チャート最高位 | チャート最高位 | チャート最高位 | チャート最高位 | セールス       | 認定                              |
| タイトル                                   | アルバムデータ                                                                                         | US             | AUS            | AUT            | BEL            | FIN            | FRA            | GER            | NLD            | SWE            | UK             | セールス       | 認定                              |
| ------------------------------------------ | --- | -------------- | -------------- | -------------- | -------------- | -------------- | -------------- | -------------- | -------------- | -------------- | -------------- | -------------- | --------------------------------- |
| Soul of a New Machine                      | - 発売日: 1992年8月25日 (US) - レーベル: Roadrunner - フォーマット: CD, cassette, LP, digital download | —              | —              | —              | —              | —              | —              | —              | —              | —              | —              | - US: 91,888+  |                                   |
| Demanufacture                              | - 発売日: 1995年6月13日 (US) - レーベル: Roadrunner - フォーマット: CD, cassette, LP, digital download | —              | —              | —              | —              | —              | —              | 31             | 53             | —              | 27             | - US: 240,229+ | - ARIA: ゴールド - BPI: シルバー  |
| Obsolete                                   | - 発売日: 1998年7月28日 (US) - レーベル: Roadrunner - フォーマット: CD, cassette, digital download     | 77             | 14             | 24             | —              | 36             | 31             | 12             | 32             | 28             | 20             |                | - RIAA: ゴールド - ARIA: ゴールド |
| Digimortal                                 | - 発売日: 2001年4月24日 (US) - レーベル: Roadrunner - フォーマット: CD, LP, digital download           | 32             | 10             | 26             | 39             | 25             | 40             | 11             | 60             | 31             | 24             | - US: 156,264+ |                                   |
| Archetype                                  | - 発売日: 2004年4月20日 (US) - レーベル: Roadrunner, Liquid 8 - フォーマット: CD, digital download     | 30             | 18             | 25             | 50             | 30             | 50             | 26             | 52             | 47             | 41             | - US: 96,509+  |                                   |
| Transgression                              | - 発売日: 2005年8月23日 (US) - レーベル: Roadrunner, Calvin - フォーマット: CD, digital download       | 45             | 26             | 44             | 74             | 38             | 87             | 37             | 54             | 56             | 77             | - US: 19,000+  |                                   |
| Mechanize                                  | - 発売日: 2010年2月9日 (US) - レーベル: Candlelight - フォーマット: CD, LP, digital download           | 72             | 24             | 46             | —              | 31             | 198            | 31             | 87             | 51             | 133            | - US: 17,750+  |                                   |
| The Industrialist                          | - 発売日: 2012年6月5日 (US) - レーベル: Candlelight - フォーマット: CD, LP, digital download           | 38             | —              | 56             | 121            | 23             | —              | 27             | —              | —              | 106            | - US: 13,000+  |                                   |
| Genexus                                    | - 発売日: 2015年8月7日 - レーベル: Nuclear Blast - フォーマット: CD, LP, digital download              | 37             | 15             | 25             | 35             | 25             | 55             | 17             | 34             | —              | 31             |                |                                   |
| "—" は未発売またはチャート圏外を意味する。 | |                |                |                |                |                |                |                |                |                |                |                |                                   |

## 日本語インタビュー
- https://gekirock.com/interview/2010/11/fear_factory.php (2010年11月18日、激ロック)
- https://gekirock.com/interview/2012/06/fear_factory_1.php (2012年6月6日、激ロック)
- https://www.hmv.co.jp/news/article/1210040051/ (2012年10月4日、Sighの川嶋未来と対談)
- https://gekirock.com/interview/2012/10/fear_factory_2.php (2012年10月18日、激ロック)
- http://www.grindhouse.jp/interview/FearFactory.php (2012年、Grind House)